# Lygropia leucostolalis
Lygropia leucostolalis là một loài bướm đêm trong họ Crambidae.